# Giron, Ain

Giron este o comună în departamentul Ain din estul Franței.